# Kyrkås kyrka
Denna artikel handlar om Kyrkås kyrka i Västergötland. För Jämtland, se Kyrkås gamla kyrka och Kyrkås nya kyrka.
Kyrkås kyrka är en kyrkobyggnad i Kyrkås i Essunga kommun. Den tillhör Essunga församling i Skara stift.

## Historia
Nuvarande kyrka har troligen föregåtts av en medeltida träkyrka, från vilken några inventarier är bevarade.

## Kyrkobyggnaden
Den nuvarande kyrkan, som ligger i skogsbygden Edsveden, är byggd av timmer, troligen på 1700-talet. Det nuvarande utseendet med fullbrett kor, sakristia i norr och små kantiga blyfönster tillkom senare, troligen i början av 1800-talet. År 1825 reparerades kyrkan och målades om och 1886 målades ytterväggarna vita från att tidigare ha varit rödmålade. En omfattande restaurering genomfördes 1946 med Ärland Noreen som arkitekt då kyrkans barockstil återställdes.
Kyrkan består av långhus med rakt avslutat kor i öster, vapenhus i väster och sakristia norr om koret. Långhus och vapenhus har branta sadeltak, medan sakristian har ett flackare tak. Alla tak täcks av enkupigt lertegel. Kyrkorummet har ett tredingstak, som tillkom 1902, vilket är klätt med vitbetsad slätspont från 1946. Då återskapade man även slutna bänkar.

## Klockstapel
En klockstapel uppfördes under omkring 1700 och den fick brädpanel hundra år senare.

## Inventarier

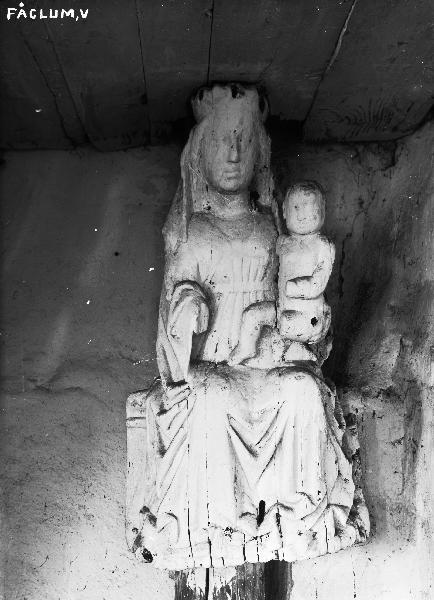
Tronande madonna.

- En tronande madonnaskulptur från 1200-talet utförd i ek. Har tillhört ett altarskåp, men står nu på ett podium. Figurens höjd 73 cm, skåpets 110 cm. [2]
- En tvådelad dopfunt av sandsten kan vara från 1200-talet
- En femsidig predikstol i senrenässans är byggd 1671.
- Altaruppsatsen i barock är från 1690.

### Orgel
År 1970 ersattes ett tidigare använt harmonium av en mekanisk orgel, som placerades på läktaren i väster. Den tillverkades av John Grönvall Orgelbyggeri och har sex stämmor fördelade på manual och pedal.